# Sergentomyia freetownensis
Sergentomyia freetownensis är en tvåvingeart som först beskrevs av John Alexander Sinton 1930.  Sergentomyia freetownensis ingår i släktet Sergentomyia och familjen fjärilsmyggor.
Artens utbredningsområde är Sierra Leone. Inga underarter finns listade i Catalogue of Life.